# Sergio Romano

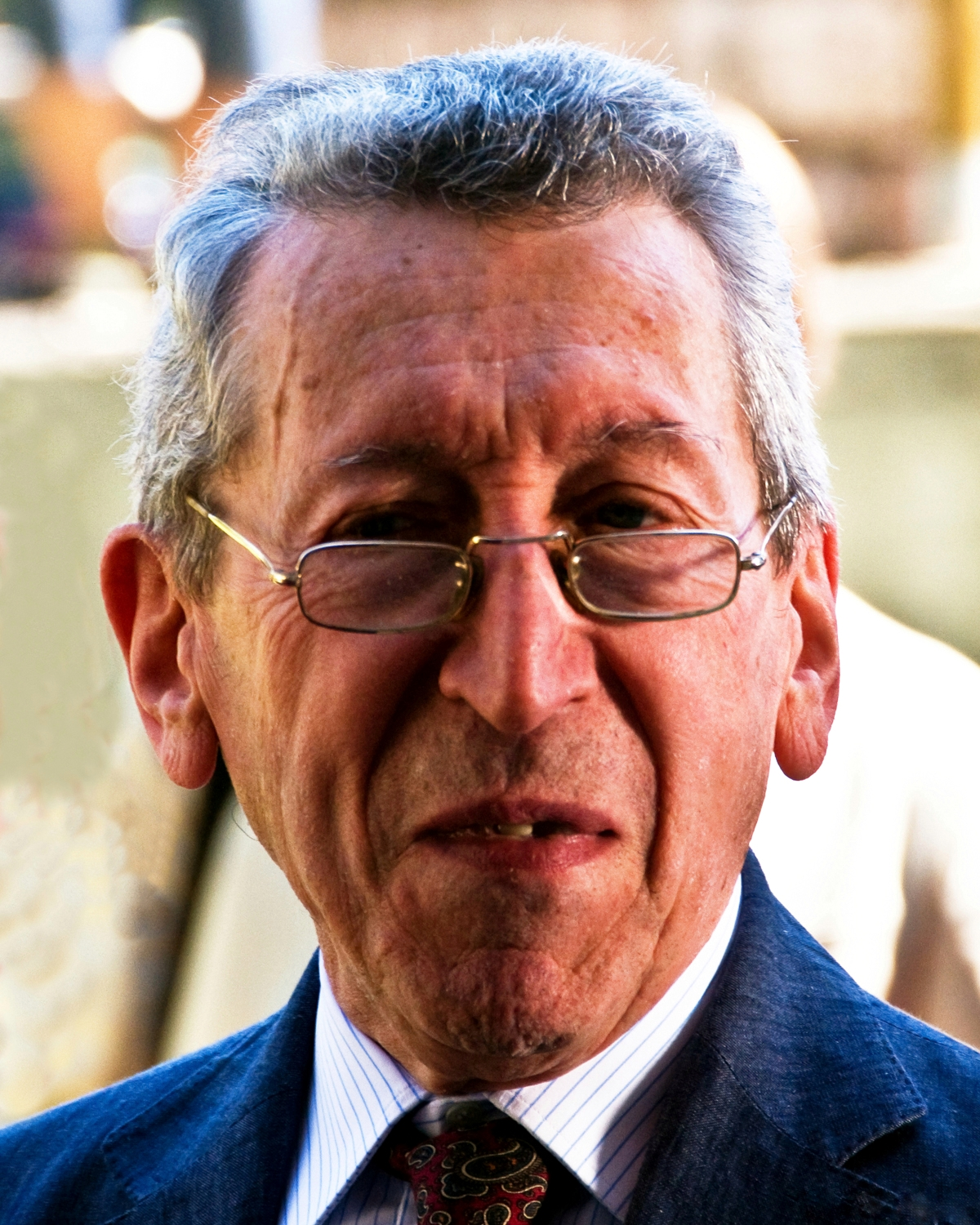
Sergio Romano (2008)

Sergio Romano (*  7. Juli 1929 in Vicenza) ist ein italienischer Schriftsteller, Diplomat, Historiker und Journalist.

## Leben
Romano wurde 1929 in Vicenza (zu Venetien) geboren. Den größten Teil seiner Jugend verbrachte er in Genua und Mailand, wo er seine Schulbildung am Liceo Beccaria abschloss.
Nach Beendigung seines Jurastudiums begann er für die Feuilletons verschiedener Zeitschriften zu schreiben. Seine zahlreichen Aufenthalte in europäischen Hauptstädten, z. B. Paris, London und Wien, weckten sein Interesse an einer diplomatischen Laufbahn, wobei er jedoch gleichzeitig seinen wesentlichen Interessengebieten – Literatur und Geschichte – treu blieb.
Romano schrieb als Kolumnist unter anderem für La Stampa, Corriere della Sera und Panorama und war Verantwortlicher für eine Kollektion historischer Bücher beim Corbaccio-Verlag. In seiner diplomatischen Karriere war er erst Ständiger Vertreter Italiens bei der NATO und war dann Botschafter in Moskau, in der damaligen Sowjetunion.
Romano erhielt einen Ehrendoktor vom Institut d’études politiques de Paris und ist neben u. a. Valéry Giscard d’Estaing und Emmanuel Le Roy Ladurie Mitglied im Comité de Patronage der Zeitschrift Commentaire, die 1978 von Raymond Aron gegründet wurde.
In seiner bisherigen Laufbahn lehrte Romano an einer Vielzahl renommierter Universitäten – der  University of California, der Harvard University der Universität Pavia der Universität Sassari und der Wirtschaftsuniversität Luigi Bocconi in Mailand.
Im Jahre 2004 erhielt er den Giuseppe-Dessì-Literaturpreis. 1996 wurde er als assoziiertes Mitglied in die Académie royale des Sciences, des Lettres et des Beaux-Arts de Belgique aufgenommen.

## Brief an einen jüdischen Freund
Das 1997 in Italien erschienene Buch Brief an einen jüdischen Freund wurde 2007 auf Deutsch veröffentlicht, am 15. Oktober 2007 in öffentlicher Lesung und Diskussion im Jüdischen Museum in Berlin vorgestellt und erschien 2008 in zweiter Auflage. „Es handelt sich allerdings um keinen Brief, sondern um eine Sammlung von Gelegenheitsarbeiten, von Vorträgen, Kommentaren und Repliken: unter anderem eine kurze, klare Geschichte des politischen Zionismus, gut lesbare Skizzen zur Geschichte des modernen Antisemitismus sowie einfühlsame Vignetten zur inneren Zerrissenheit italienischer jüdischer Intellektueller in der Zeit des Faschismus von Arnaldo Momigliano bis zu Primo Levi, schließlich auch Meinungen zur historischen Bedeutung des Holocausts.“ Der Historiker Jens Petersen besprach dieses Buch 1998 in der Zeitschrift des Hamburger Instituts für Sozialforschung Mittelweg 36 unter dem Titel Die Reflexionen von Sergio Romano. Der Ort des Holocaust in der Geschichte. Dieser Text ist im Anhang der Buchausgabe von 2007 im Landt-Verlag abgedruckt. Für Petersen stellen sich die wichtigen Aussagen Romanos aus dem Buch folgendermaßen dar:
„Nach Sergio Romano scheint der in Auschwitz kulminierende Genozid nicht nur der nachhaltig prägende Vorgang des Zweiten Weltkriegs zu sein, sondern in wachsendem Maße auch das zentrale Ereignis in der Geschichte des 20. Jahrhunderts, ja das Menschheitsverbrechen schlechthin. Der Autor fragt nach dem Ort, den der Holocaust künftig in der Geschichte der Menschheit einnehmen soll. Für einen Teil des Judentums ist der Holocaust nicht nur das zentrale Ereignis des vergangenen Jahrhunderts, vielmehr manifestiert sich durch ihn das Böse in der Geschichte, und zwar das Böse selbst – eine Art ‚Gegengott‘, den es mittels Gedenkveranstaltungen, Mahnmale, Museen, Zeugnisse der Betroffenheit und Bitten um Vergebung ständig zu bannen gilt (S. 157 der Ausgabe von 2007). – Romano vertritt durchaus die Ansicht, der an den Juden verübte Genozid sei ein einzigartiger Vorgang, der sich von allen anderen Massenmorden des 20. Jahrhunderts unterscheidet. Aber selbst unter der Voraussetzung dieses qualitativen Unterschieds bleibe der Holocaust immer noch ein geschichtliches Ereignis, das es in Zusammenhang mit der besonderen Situation, in der es stattfand, zu untersuchen und zu verstehen gilt (S. 39 f.). – Nach Romano gibt es im internationalen Judentum eine Strategie der Erinnerung: Nach einer langen Geschichte der Schikanierung und Verfolgung sei die Erinnerung an den Völkermord eine Art Versicherungspolice, der beste Schutz vor einem ‚Rückfall‘. Für Israel war sie bislang auch eine wichtige diplomatische Waffe, ein kostbarer Quell internationaler Legitimation (S. 41). Nach Ansicht des Autors strebt der unversöhnliche Teil des Judentums danach, die Geschichte mit Beschlag zu belegen und die Hierarchie bestimmter Ereignisse und ihrer Bedeutung zu zementieren. Es entstehe so eine metahistorische, kanonisierte Interpretation des Holocaust. Aber Geschichtsschreibung hat immer eine laizistische Tendenz, Kultur immer eine revisionistische, die Fragen hören nie auf, und keine Generation begnügt sich mit den Antworten, die sie in den Büchern ihrer Eltern findet (S. 160). In der Neuaufnahme der Kollektivschuldthese sieht Sergio Romano die Gefahr eines neuen Antisemitismus. Es ist kaum vorstellbar, dass der während des Zweiten Weltkriegs verübte Völkermord an den europäischen Juden je vergessen oder, wenn man von einigen Unverbesserlichen absieht, verharmlost werden könnte. Und dennoch ist auch der Holocaust insofern ein ‚normales‘ geschichtliches Ereignis, als es wie jedes andere die Summe aus (in diesem Fall besonders vielen) individuellen Verantwortlichkeiten und einem geschichtlichen Kontext darstellt“ (S. 162).

## Werke
- 1977 – Histoire de l'Italie du Risorgimento à nos jours (Editions du Seuil; ed. it. Storia d'Italia dal Risorgimento ai giorni nostri, Mondadori, 1978)
- 1989 – La Russia in bilico (Il Mulino)
- 1991 – La politica estera italiana (1860-1985), scritto con Richard J.B. Bosworth (Il Mulino, ISBN 88-15-02979-6)
- 1991 – Disegno di storia d'Europa dal 1789 al 1989 (Longanesi, ISBN 88-304-1042-X)
- 1992 – I falsi protocolli. Il "complotto ebraico" dalla Russia di Nicola II a oggi (Corbaccio, ISBN 88-7972-018-X)
- 1993 – L'Italia scappata di mano (Longanesi, ISBN 88-304-1170-1)
- 1993 – Viaggi intorno alla Russia (La Stampa, ISBN 88-7783-063-8)
- 1994 – Tra due Repubbliche. L'anno di Berlusconi e le prospettive dell'Italia (Mondadori, ISBN 88-04-39713-6)
- 1995 – Lo scambio ineguale. Italia e Stati Uniti da Wilson a Clinton (Laterza, ISBN 88-420-4734-1)
- 1995 – La storia sul comodino. Personaggi, viaggi, memorie (Greco e Greco, ISBN 88-7980-081-7)
- 1995 – Storia d'Italia dall'Unità ai nostri giorni
- 1995 – Cinquant'anni di storia mondiale. La pace e le guerre da Yalta ai giorni nostri (Longanesi, ISBN 88-304-1269-4)
- 1996 – Le Italie parallele. Perché l'Italia non riesce a diventare un paese moderno (Longanesi, ISBN 88-304-1387-9)
- 1996 – Passando a Nord-Ovest, scritto con Aldo A. Mola (Bastogi, ISBN 88-8185-022-2)
- 1997 – Lettera a un amico ebreo (Tea, ISBN 88-502-0598-8)
- 1997 – Giuseppe Volpi. Industria e finanza tra Giolitti e Mussolini (Marsilio, ISBN 88-317-6774-7)
- 1998 – Confessioni di un revisionista (Ponte alle Grazie, ISBN 88-7928-448-7)
- 1998 – Storia d'Italia dal Risorgimento ai nostri giorni (Tea, ISBN 88-7818-780-1)
- 1999 – Attraverso il secolo (Libri Scheiwiller, ISBN 88-7644-264-2)
- 2000 – Giolitti (Bompiani, ISBN 88-452-1383-8)
- 2000 – L'Italia negli anni della Guerra Fredda. Dal piano Marshall alla caduta del Muro (Ponte alle Grazie, ISBN 88-7928-522-X)
- 2000 – Mussolini (biografia per immagini) (Longanesi, ISBN 88-304-1667-3)
- 2000 – I luoghi della Storia (Rizzoli, ISBN 88-17-12543-1)
- 2000 – Crispi (Bompiani, ISBN 88-452-1283-1)
- 2001 – I volti della storia. I protagonisti e le questioni aperte del nostro passato (Rizzoli, ISBN 88-17-10669-0)
- 2001 – La pace perduta 1989-2001 (Longanesi, ISBN 88-304-1973-7)
- 2002 – Lettera a un amico ebreo. Edizione ampliata (Longanesi, ISBN 88-304-2019-0)
- 2002 – Memorie di un conservatore (Tea, ISBN 88-502-0755-7)
- 2002 – Guida alla politica estera italiana. Da Badoglio a Berlusconi (Rizzoli, ISBN 88-17-00069-8)
- 2003 – I confini della storia (Rizzoli, ISBN 88-17-00794-3)
- 2003 – Il rischio americano (Longanesi, ISBN 88-304-2020-4)
- 2004 – Giovanni Gentile. Un filosofo al potere negli anni del Regime (Rizzoli, ISBN 88-17-00138-4)
- 2004 – Anatomia del terrore. Colloquio con Guido Olimpio (Rizzoli, ISBN 88-17-00405-7)
- 2004 – Europa, storia di un'idea. Dall'impero all'unione (Longanesi, ISBN 88-304-2071-9)
- 2005 – La quarta sponda: La guerra di Libia 1911-1912 (Longanesi, ISBN 88-304-2169-3)
- 2005 – Libera Chiesa. Libero Stato? (Longanesi, ISBN 88-304-2320-3)
- 2007 – Saremo moderni? Diario di un anno (Longanesi, ISBN 88-304-2340-8)

### Übersetzung
- Brief an einen jüdischen Freund. Landt Verlag, Berlin 2007, ISBN 3-938844-07-8